# Maria Wodzińska
Maria Wodzińska (7. januar 1819 – 7. december 1896) var Frédéric Chopins forlovede.

## Biografi
Maria Wodzińska var niece af den polske gesandt Maciej Wodziński (1782-1848).
Som følge af Novemberopstanden, der brød ud i Polen i 1830, rejste familien Wodziński til Genève. I 1835 flyttede de til Dresden.
Chopin besøgte familien Wodziński i september 1835, efter han havde besøgt sine forældre i Karlsbad, og han forelskede sig i den 16-årige Maria. Der havde længe hersket venskab mellem familien Wodziński og familien Chopin, bl.a. havde nogle af Marias brødre før Novemberopstanden boet hos familien Chopin i Warszawa i et år og modtaget undervisning af Chopins far, Nicolas Chopin.
I 1836 var Chopin på ferie i Marienbad sammen med familien Wodziński. I september 1836, da familien og Chopin var tilbage i Dresden, friede Chopin til Maria og fik hendes ja; Marias mor, grevinde Wodzińska, gav sit samtykke, men erklærede, at forlovelsen skulle holdes hemmelig indtil sommeren det følgende år.
I 1837 tog familien Wodziński helt uventet hjem til Polen uden at have givet Chopin besked. Forlovelsen var uden videre blevet annulleret. Chopin lagde alle brevene fra Maria og hendes mor i en konvolut, hvorpå han skrev de polske ord: ”Moja bieda” (”min sorg”).
Den 24. juli 1841 giftede Maria sig med grev Józef Skarbek, der var søn af Chopins gudfar Fryderyk Florian Skarbek (1792-1866). Parret blev skilt efter syv års ægteskab.
I 1848 giftede Maria sig med Władysław Orpiszewski, der forpagtede ejendommene tilhørende hendes første ægtemand.